# Antracen
Antracenul  este o hidrocarbură aromatică polinucleară, cu inele condensate liniar și cu formula chimică C14H10. Masa moleculară este 178,08 g/mol, punctul de topire 217° C, punctul de fierbere 339,9° C, densitatea 1,25. Structura sa este izomeră cu a fenantrenului și constă din trei cicluri aromatice condensate. Din acest motiv, derivații monosubstituiți ai antracenului se pot prezenta sub forma mai multor izomeri de poziție, și anume: poziția 1, 4, 5, 8 determină izomerii α, poziția 2, 3, 6, 7 izomerii β, poziția 9, 10 determină izomerii mezo. Reacționează chimic în special prin intermediul pozițiilor mezo, care sunt cele mai reactive. Se obține din uleiul de antracen, prin cristalizare sau se extrage din gudroanele rezultate la distilarea cărbunilor de pământ. Este o substanță solidă, cristalizată în sistemul monoclinic. În stare pură are formă de cristale incolore, cu fluorescență violetă; sublimează. În stare impură poate să nu prezinte, însă, de loc fluorescență sau să prezinte o fluorescență verde-galbenă. Antracenul este insolubil în apă; solubil în hidrocarburi, în alcool, în eter, în cloroform. Este o substanță cancerigenă. Se întrebuințează în sinteza organică și în analiza organică. Este folosit și ca materie primă sau intermediară la fabricarea substanțelor colorante și coloranților antrachinonici.  